# Fuckin' Perfect
Fucking Perfect è un singolo della cantante statunitense Pink, pubblicato il 14 dicembre 2010 come secondo estratto dalla prima raccolta Greatest Hits... So Far!!!.

## Descrizione
La canzone è stata scritta da Pink insieme ai produttori Max Martin e Shellback. Il testo riprende il tema del precedente Raise Your Glass, cercando di incoraggiare la gente ad accettarsi per quello che è, per la sua vera identità, senza la necessità di portare maschere.
Il singolo è uscito nuovamente nel mercato britannico il 21 febbraio 2011.

## Video musicale
Le riprese per il video musicale del brano sono cominciate il 5 dicembre 2010, durante le prime settimane di gravidanza della cantante. Il video, diretto da Dave Meyers, è stato mostrato in anteprima il 21 gennaio 2011 sulla pagina Facebook di MTV Italia e sul canale ufficiale VEVO della cantante ed è stato accompagnato da un messaggio scritto dalla stessa cantante:
 La cantante spiega anche che il video potrebbe suscitare qualche polemica ma la sua intenzione è quella di aprire gli occhi verso questi problemi: il video non è altro che un messaggio per tutti coloro che hanno bisogno di aiuto. Ha inoltre aggiunto: 
Il video racconta la storia di una donna (interpretata da Tina Majorino, descritta dalla cantante come "talento folle") che ha sofferto durante la sua vita di disturbi alimentari e li ha superati diventando un'artista di successo. Il video termina con le parole "Tu sei perfetta per me" sussurrate dalla donna a sua figlia mentre dorme nel letto.

## Cover
Del brano è stata fatta una cover per la serie televisiva Glee interpretata da Darren Criss (nei panni di Blaine Anderson) e Chris Colfer (nei panni di Kurt Hummel) nell'episodio 3x07, "Le elezioni".

## Tracce
- Download digitale[15]

1. Fuckin' Perfect – 3:33

- CD singolo[16]

1. Fuckin' Perfect – 3:33
2. Whataya Want From Me – 3:46
3. Perfect* – 3:33

*La versione censurata di Fuckin' Perfect si chiama Perfect.

## Successo commerciale
Nel Regno Unito il brano ha debuttato alla posizione n.71 nella classifica dei singoli più venduti prima della sua pubblicazione ufficiale, grazie ai soli download digitali; dopo la pubblicazione ufficiale è rientrato alla posizione n.21 riuscendo a salire fino alla 11.
Negli Stati Uniti il brano debutta alla posizione n.86 ma sale rapidamente: alla quinta settimana si porta in testa alla classifica digitale statunitense con circa 241 000 copie digitali vendute e sale alla seconda posizione della Billboard Hot 100; diventa così l'undicesima top 10 di Pink (cantante) negli Stati Uniti e il brano contenente la parola "Fuck" ad aver raggiunto la posizione più alta in classifica, record successivamente raggiunto anche da Cee Lo Green con Fuck You!.

## Classifiche
| Classifica (2010/11) | Posizione massima |
| -------------------- | ----------------- |
| Australia            | 10                |
| Austria              | 9                 |
| Belgio (Fiandre)     | 16                |
| Belgio (Vallonia)    | 29                |
| Canada               | 2                 |
| Danimarca            | 4                 |
| Estonia              | 1                 |
| Finlandia            | 29                |
| Francia              | 24                |
| Irlanda              | 15                |
| Nuova Zelanda        | 2                 |
| Paesi Bassi          | 31                |
| Polonia              | 5                 |
| Regno Unito          | 10                |
| Repubblica Ceca      | 6                 |
| Slovacchia           | 5                 |
| Stati Uniti          | 2                 |
| Stati Uniti (Pop)    | 1                 |
| Svezia               | 23                |
| Svizzera             | 15                |
| Ungheria             | 2                 |

### Classifiche di fine anno
| Classifica (2011) | Posizione |
| ----------------- | --------- |
| Stati Uniti       | 19        |